# Лидија Сеничар
Лидија Сеничар (девојачко Лазовић; Београд, 19. октобар 1973) српска је историчарка уметности, кустос, селектор и културна активисткиња.
Уредница је ликовних програма Дечјег културног центра Београда, где уређује и Међународни ликовни конкурс „Радост Европе“. Ауторка је пројеката Истраживачки архив дечјег стваралаштва, „Израстање“ и других.

## Биографија

### Образовање
У Београду је завршила основну школу и Дванаесту гимназију (културолошко–језичка) смер инокореспондент сарадник. Дипломирала је 1999. на одељењу за историју уметности Филозофског факултета Универзитета у Београду, на Катедри за националну историју уметности новог века, темом „Крунисање Богородице као иконографска тема у српском барокном сликарству“, оцењеном највишом оценом.
У организацији Министарства културе РС похађала семинаре из музеологије. Звање кустоса је стекла 2006. године.

### Каријера
Писала о савременој ликовној сцени Београда у редакцији културе дневника Експрес политика, 2001–2002. године. У уметничкој групи ФИА радила је 2004. као координатор посете музејима и суорганизатор пројекта „Публикум календар 2005 Феноман: karlssonwilker”
Као кустос приправник запослена је 2005. у Музеју примењене уметности у Београду, у Одсеку за односе с јавношћу и као сарадник Одсека за образовање.
Са колегама кустосима из београдских музеја — Народни музеј, Етнографски музеј, Природњачки музеј, Музеј историје Југославије... — основала је 2006. „Центар — ЦЕНТАР“, непрофитабилну друштвену организацију која се бави приближавањем културних садржаја особама са инвалидитетом и представљањем њиховог стваралаштва, са циљем да култура буде свима доступна. Остварене многе запажене радионице и изложбе.
У Дечјем културном центру Београда запослена је 2010. на месту уредника Галерије, где осмишљава и реализује изложбено–образовни програм Галерије (око 25 изложби годишње) промовишући дечје ликовно стваралаштво и приближавајући ликовну културу деци и младима. Уредница је ликовних програма Дечјег културног центра Београда од 2012. године.
Њен уреднички ангажман укључује и пројекте као што су Међународни ликовни конкурс „Радост Европе“; „Светови и јунаци“ — посвећен српском луткарству и позоришном стваралаштву за децу; „Твој чаробни свет“ са Гете институтом; Конкурс за награду „Богомил Карлаврис“ за истакнуте резултате и посебан допринос у области ликовног васпитања и образовања деце и омладине; „Мудрост чула — дечје ликовно стваралаштво“, изложба студената Факултета ликовних уметности и Факултета примењених уметности и дизајна у оквиру предмета Методика ликовног васпитања и образовања (методичка пракса у предшколским установама, основним и средњим школама — средње стручне школе, гимназије и уметничке школе, школе за децу са инвалидитетом, домови за децу без родитељског старања); Традиционалне трибине „Ликовна педагогија — актуелна питања, дилеме и перспективе“; пројекат „Лего – савремена играчка“ и др.
Рецензент је уџбеника ликовне културе за пети и шести разред основне школе у издању куће „Клет“. Сарадник је Музеја примењене уметности у Београду у оквиру Дечјег октобарског салона.

### Ауторски пројекти (избор)
- „Израстање“, пројекат праћења ликовног сензибилитета одраслих и ликовно формираних особа од најранијег узраста, по начелу да је ликовна култура у раном узрасту неопходна за формирање личности (од 2011; једна изложба и скуп годишње)[4][5]
- Међународни конкурс за стрип–каиш (од 2011; годишње)
- Истраживачки архив дечјег стваралаштва (2015);
- „Од античког храма до човека нове индивидуалности — историја цивилизације кроз визуелни речник савременог доба“ (2016)